# Gia Lewis-Smallwood
Gia Gerisha Lewis-Smallwood (ur. 1 sierpnia 1979 w Urbana) – amerykańska lekkoatletka specjalizująca się w rzucie dyskiem.
Brązowa medalistka igrzysk panamerykańskich w Toronto (2015).
Medalistka mistrzostw Stanów Zjednoczonych.
Rekord życiowy: 69,17 (30 sierpnia 2014, Angers) rekord Stanów Zjednoczonych.

## Osiągnięcia
| Rok  | Impreza                   | Miejsce     | Lokata            | Wynik |
| ---- | ------------------------- | ----------- | ----------------- | ----- |
| 2011 | Mistrzostwa świata        | Daegu       | el. – 15. miejsce | 59,49 |
| 2011 | Igrzyska panamerykańskie  | Guadalajara | 4. miejsce        | 57,34 |
| 2012 | Igrzyska olimpijskie      | Londyn      | el. – 14. miejsce | 61,44 |
| 2013 | Mistrzostwa świata        | Moskwa      | 5. miejsce        | 64,23 |
| 2014 | Puchar interkontynentalny | Marrakesz   | 1. miejsce        | 64,55 |
| 2015 | Igrzyska panamerykańskie  | Toronto     | 3. miejsce        | 61,26 |
| 2015 | Mistrzostwa świata        | Pekin       | 11. miejsce       | 60,55 |
| 2017 | Mistrzostwa świata        | Londyn      | el. – 17. miejsce | 58,15 |